# Evil Is...
Evil Is... - album zespołu Wolfpac wydany w roku 2001.

## Spis utworów
1. "Thirty Three"
2. "Somethin' Wicked This Way Comes"
3. "Gravedigga"
4. "Death Becomes Her"
5. "Six Disciples Of Hell"
6. "Times Run Out"
7. "Los Vengeance Des Les Mortes"
8. "Humpty Dance"
9. "New Friend"
10. "In Harm's Way"
11. "Mischief Night"
12. "All These Bitches"
13. "Get Lit"
14. "Lullaby For The Insane"
15. "Hide & Seek"
16. "Someone's Going To Get Their Head Kicked In"
17. "Lockjaw"
18. "Evil Is As Evil Does"
19. "Armageddon"